# Awaji
|  | Aquest article tracta sobre la ciutat. Vegeu-ne altres significats a «Awaji (desambiguació)». |

Awaji (淡路市, Awaji-shi) és una ciutat i municipi de l'illa d'Awaji, pertanyent a la prefectura de Hyogo, a la regió de Kansai, Japó.

## Geografia
La ciutat d'Awaji es troba localitzada a la part nord de l'illa d'Awaji. El terme municipal d'Awaji limita al sud amb el municipi de Sumoto, també a l'illa d'Awaji. Al nord, limita amb l'estret d'Akashi, el qual separa l'illa d'Awaji de la de Honshu. A l'est, limita amb la badia d'Osaka i a l'oest amb la resta de la mar interior de Seto.

## Història
En temps antics, des del període Nara fins a la fi del període Tokugawa, la zona on es troba l'actual municipi d'Awaji va formar part de l'antiga província d'Awaji. L'actual municipi d'Awaji va ser creat l'1 d'abril de 2005 fruit de la fusió de les antigues viles d'Awaji, Tsuna, Hokudan, Ichinomiya i Higashi-Ura, totes elles pertanyents al ja desaparegut districte de Tsuna.

## Administració

### Alcaldes
- Yasuhiko Kado (2005-present)

## Demografia
| 1920   | 1930   | 1940   | 1950   | 1960   | 1970   | 1980   |
| ------ | ------ | ------ | ------ | ------ | ------ | ------ |
| 69.948 | 69.667 | 67.926 | 82.874 | 71.387 | 61.675 | 57.650 |
| 1990   | 2000   | 2010   | 2020   | 2030   | 2040   | 2050   |
| 54.643 | 51.884 | 46.465 | 41.185 | -      | -      | -      |

## Transport

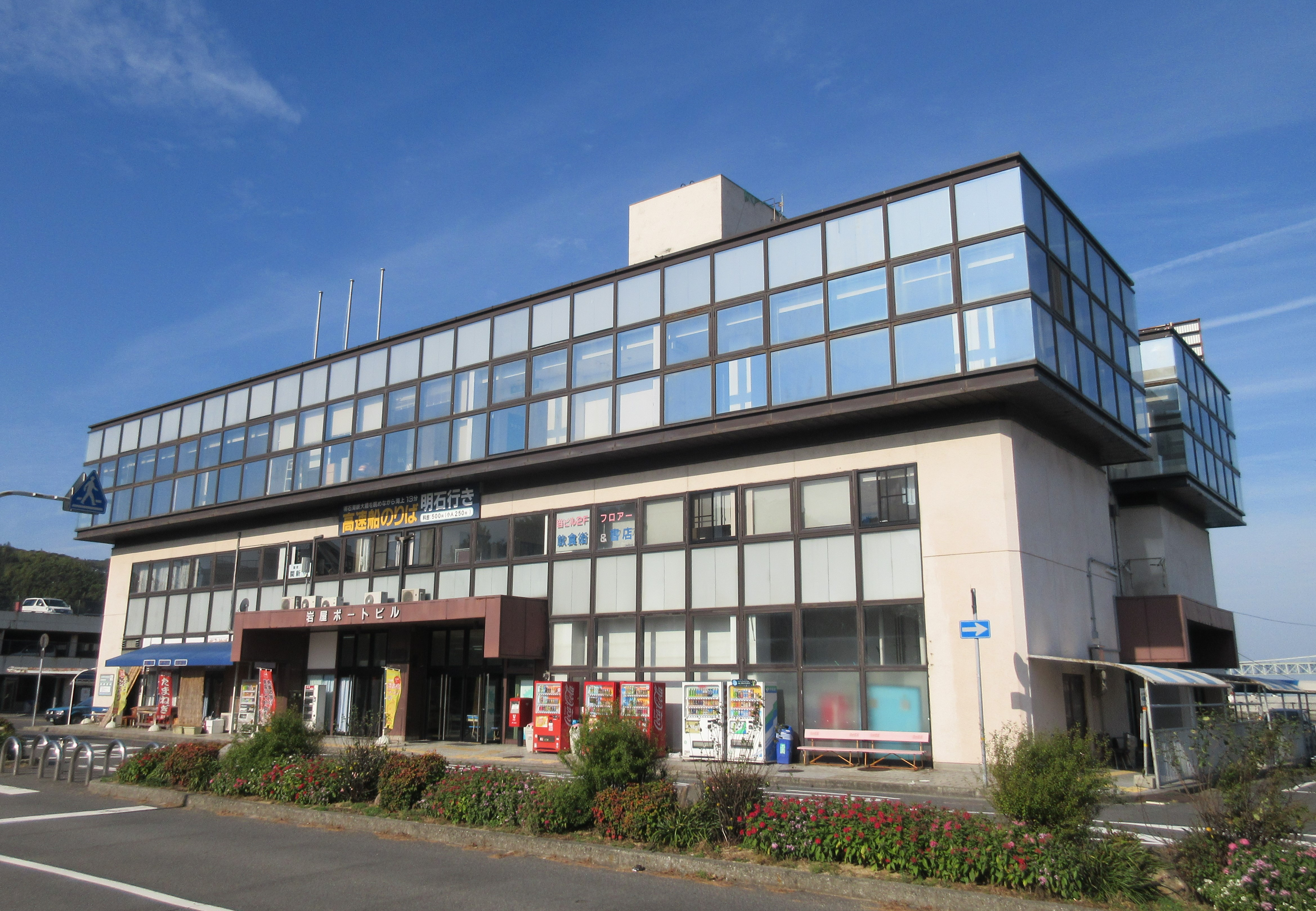
Terminal del port d'Iwaya

El transport intern per l'illa es realitza pels autobusos municipals i de la companyia Awaji Kōtsū. A més d'això, al municipi d'Awaji existeix el port d'Iwaya, des d'on salpen vaixells transbordadors cap al port d'Akashi, a la ciutat homònima a l'illa de Honshu. També existeix el port de Tsuna amb molts més destins operats per companyies de transbordadors.

### Carretera
- Autopista de Kobe-Awaji-Naruto
- Nacional 28
- Xarxa de carreteres prefecturals de Hyôgo.

## Agermanaments
- Shisō, prefectura de Hyogo, Japó. (3 de novembre de 1964)
- Paranaguá, estat de Paranà, Brasil. (29 de maig de 1986)
- Takebe, prefectura d'Okayama, Japó. (15 de març de 1987)
- Okushiri, Hokkaido, Japó. (24 de març de 1996)
- St. Marys, Ohio, EUA (3 d'agost de 2006)